# Grohdorf
Grohdorf (früher teils auch Grodorf) ist eine Ortschaft in der Gemeinde Hollenthon und eine Rotte in der Stadtgemeinde Kirchschlag in der Buckligen Welt im Bezirk Wiener Neustadt-Land in Niederösterreich.

## Geografie
Die Streusiedlung westlich von Blumau befindet sich längs des Thalbachs und ist von der Landesstraße L149 über Nebenstraßen erreichbar. Da der Thalbach die Grenze zwischen den Gemeinden Hollenthon und Kirchschlag darstellt, verteilt sich Grohdorf auf zwei Gemeinden. Zum Ort zählen weiters die Ortsteile Bauermühle, Filzmühle, Schuster und einige unbenannte Lagen.
Am 1. April 2020 umfasste der in Hollenthon befindliche Teil der Ortschaft 10 Adressen.

## Geschichte
Mit den Theresianischen Reformen wurde die Lage, die im Franziszeischen Kataster von 1820 nicht benannt, aber mit mehreren Gehöften dargestellt ist, dem Kreis Unter-Wienerwald unterstellt und nach dem Umbruch 1848 war sie bis 1867 dem Amtsbezirk Kirchschlag zugeteilt. Laut Adressbuch von Österreich waren im Jahr 1938 in Grohdorf eine Mühle samt Sägewerk und einige Landwirte ansässig. Bis zur Eingemeindung nach Kirchschlag war der südliche Ortsteil ein Bestandteil der damaligen Gemeinde Stang.